# Laubwaldkomplex Starksfeld und Rennbahnsköpfchen
Das Naturschutzgebiet Laubwaldkomplex Starksfeld und Rennbahnsköpfchen liegt auf dem Gebiet der Gemeinde Nümbrecht im Oberbergischen Kreis in Nordrhein-Westfalen.
Das etwa 24,8 ha große Gebiet, das im Jahr 1988 unter Naturschutz gestellt wurde, erstreckt sich nördlich des Kernortes Nümbrecht direkt an der am nördlichen Rand vorbeiführenden Landesstraße L 320. Nördlich fließt die Bröl.